# Detector de movimiento

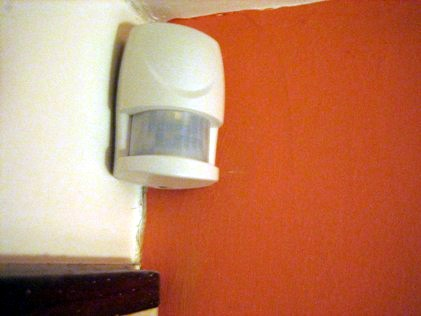
Sensor infrarrojo pasivo o PIR

Un detector de movimiento, o sensor de presencia, es un dispositivo electrónico equipado de sensores que responden a un movimiento físico. Se encuentran generalmente en sistemas de seguridad o en circuitos cerrados de televisión (CCTV).
El sistema puede estar compuesto, simplemente, por una cámara de vigilancia conectada a un ordenador que se encarga de generar una señal de alarma o poner el sistema en estado de alerta cuando algo se mueve delante de la cámara. Aunque, para mejorar el sistema, se suele utilizar más de una cámara, multiplexores y grabadores digitales. Además, se maximiza el espacio de grabación, grabando solamente cuando se detecta movimiento.
Existen diferentes aplicaciones para un sensor de movimiento: seguridad, entretenimiento, iluminación, comodidad. Por ejemplo, en las tiendas se suelen tener sensores en las puertas corredizas que detectan cuando una persona va a entrar o salir, abriendo así las puertas automáticamente.
Hay varios tipos de sensores:

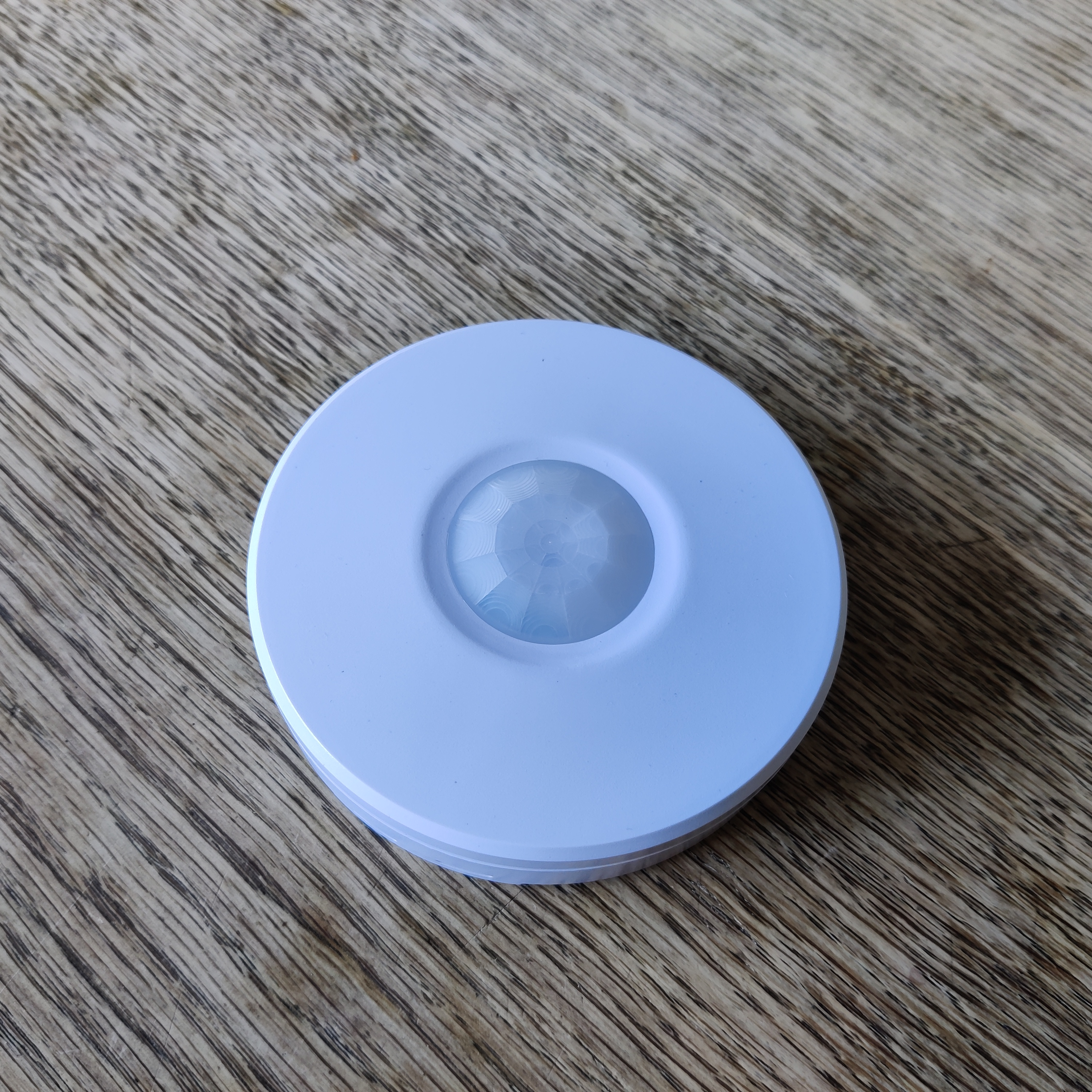
Sensor de movimiento 360º

- Sensores activos. Este tipo de sensores inyectan luz, microondas o sonido en el medio ambiente y detectan si existe algún cambio en él.

- Sensores pasivos. Muchas alarmas y sensores utilizados se basan en la detección de ondas infrarrojas. Estos sensores son conocidos como PIR (infrarrojos pasivos). Estos sensores detectan la temperatura del cuerpo humano.

- Acelerómetros. El acelerómetro es uno de los transductores más versátiles, siendo el más común el piezoeléctrico por compresión. Este se basa en el principio de que cuando se comprime un retículo cristalino piezoeléctrico, se produce una carga eléctrica proporcional a la fuerza aplicada.

- Giroscopio mecánico. Es un dispositivo para medir orientación o mantenerla. Consiste en un disco giratorio que puede tomar cualquier orientación, la cual cambia por las fuerzas externas causadas por el movimiento. El primero fue construido en el año 1810 en Alemania por Johann Gottlieb Friedrich von Bohnenberger, y en 1852 el físico francés Leon Foucault demostró que un giroscopio puede detectar la rotación de la Tierra.